# Arado Ar 80
El Arado Ar 80 fue un prototipo de avión de caza alemán de los años 1930 diseñado por la compañía Arado Flugzeugwerke para la competición que buscaba un nuevo modelo de caza para la Luftwaffe. El Ar 80 no destacó en términos de rendimiento y también sufrió una serie de fallos. La competición entre los cuatro modelos Focke-Wulf Fw 159 , Heinkel He 112 y Bf 109 finalmente fue ganada por el aeroplano de Messerschmitt, y los prototipos del Ar 80 terminaron sus días como avión de pruebas.

## Especificaciones (Ar 80 V2, motor Jumo)
Referencia datos: Warplanes of the Third Reich.

### Características generales
- Tripulación: 1 piloto
- Longitud: 10,3 m (33,8 ft)
- Envergadura: 10,9 m (35,7 ft)
- Altura: 2,7 m (8,7 ft)
- Superficie alar: 21 m² (226 ft²)
- Peso vacío: 1642 kg (3619 lb)
- Peso cargado: 2125 kg (4683,5 lb)
- Planta motriz: 1× motor V12 refrigerado por líquido Junkers Jumo 210C.
  - Potencia: 478 kW (641 HP; 650 CV) a una altitud de 2.700 m
- Hélices: 1× bipala por motor.

### Rendimiento
- Velocidad máxima operativa (Vno): 415 km/h (258 MPH; 224 kt) a 2.700 m
- Alcance: 800 km (432 nmi; 497 mi)
- Régimen de ascenso: 9,5 m/s (1870 ft/min)

### Armamento
- Ametralladoras: 2× MG 17 de 7.92 mm (propuestas)

### Secuencias de designación
- Sistema de designación aeronaves del RLM: ← Ar 76 · Ar 77 · Ar 79 · Ar 80 · Ar 81 · Ju 85 · Ju 86 →

### Listas relacionadas
- Anexo:Aeronaves militares de Alemania en la Segunda Guerra Mundial